# Lianne La Havas
Lianne Charlotte Barnes (Londen, 23 augustus 1989), beter bekend als Lianne La Havas, is een Britse folk- en soul-zangeres en singer-songwriter. Op 5 december 2011 werd ze genomineerd voor de BBC Sound of 2012. Haar debuutalbum Is Your Love Big Enough? kwam op 9 juli 2012 uit in het Verenigd Koninkrijk. 
Haar volgende album was Blood en kwam uit in 2015. 
Ze stond op Pukkelpop, Lowlands in 2012 en 2015 en deed in het najaar van 2015 een kleine tour door Nederland. Ze was een van de supportacts tijdens de A Head Full of Dreams-tour van de eveneens Britse band Coldplay.

## Discografie

### Albums
| album                    | verschijnen | label                       | BE (VL) | NL | VK | VS  |
| ------------------------ | ----------- | --------------------------- | ------- | -- | -- | --- |
| Is Your Love Big Enough? | 6-7-2012    | Warner Bros., Nonesuch (VS) | 30      | 3  | 4  | 142 |
| Blood                    | 31-7-2015   | Warner Bros.                | 10      | 1  | 2  | 52  |
| Lianne La Havas          | 17-7-2020   | Warner Bros.                | —       | —  | —  | —   |

### Singles
| single                            | verschijnen | album                    | BE (VL) | NL | VK  | VS |
| --------------------------------- | ----------- | ------------------------ | ------- | -- | --- | -- |
| No Room for Doubt met Willy Mason | 2011        | Is Your Love Big Enough? | 67      | —  | —   | —  |
| Forget                            | 2011        | Is Your Love Big Enough? | —       | —  | 142 | —  |
| Lost & Found                      | 2012        | Is Your Love Big Enough? | —       | —  | 126 | —  |
| Is Your Love Big Enough?          | 2012        | Is Your Love Big Enough? | 17      | —  | 103 | —  |
| Age                               | 2012        | Is Your Love Big Enough? | 43      | 96 | —   | —  |
| Unstoppable                       | 1-7-2015    | Blood                    | 83      | —  | —   | —  |
| What You Don't Do                 | 7-8-2015    | Blood                    | 51      | —  | —   | —  |
| Green & Gold                      | 3-11-2015   | Blood                    | —       | —  | —   | —  |
| Say a Little Prayer               | 2016        | —                        | 3       | —  | —   | —  |
| Bittersweet                       | 2020        | Lianne La Havas          | 13      | —  | —   | —  |
| Paper Thin                        | 4-5-2020    | Lianne La Havas          | —       | —  | —   | —  |